# Famille de Jessé
 (janvier 2023).
Si vous disposez d'ouvrages ou d'articles de référence ou si vous connaissez des sites web de qualité traitant du thème abordé ici, merci de compléter l'article en donnant les références utiles à sa vérifiabilité et en les liant à la section « Notes et références ».
La famille de Jessé est une famille subsistante de la noblesse française, d'ancienne extraction (1446), originaire du Languedoc. Elle a obtenu un titre de baron en 1817.
Joseph-Henri de Jessé fut président de l'Assemblée constituante, Antoine de Jessé-Charleval fut maire de Marseille.

## Personnalités
- Guillaume de Jessé, capitoul de Toulouse en 1593.
- Joseph-Henri de Jessé-Levas (1746 ou 1755-1794), officier, député de la noblesse de la sénéchaussée de Béziers aux États généraux de 1789, président de l'Assemblée constituante du 30 août au 10 septembre 1790.
- Antoine Ambroise Auguste de Jessé (1767-1817), officier de l'armée de Condé, commandant de l'armée royale de Béziers en 1815, député royaliste de l'Hérault (1815-1817).
- Antoine de Jessé-Levas (1792-1854), garde du corps du roi Louis XVIII, président de l'Œuvre pour la Propagation de la Foi.
- Alphonse de Jessé (1834-1897), général de corps d'armée.
- Antoine de Jessé-Charleval (1836-1915), bâtonnier de l'ordre des avocats de Marseille, maire de Marseille en 1877.

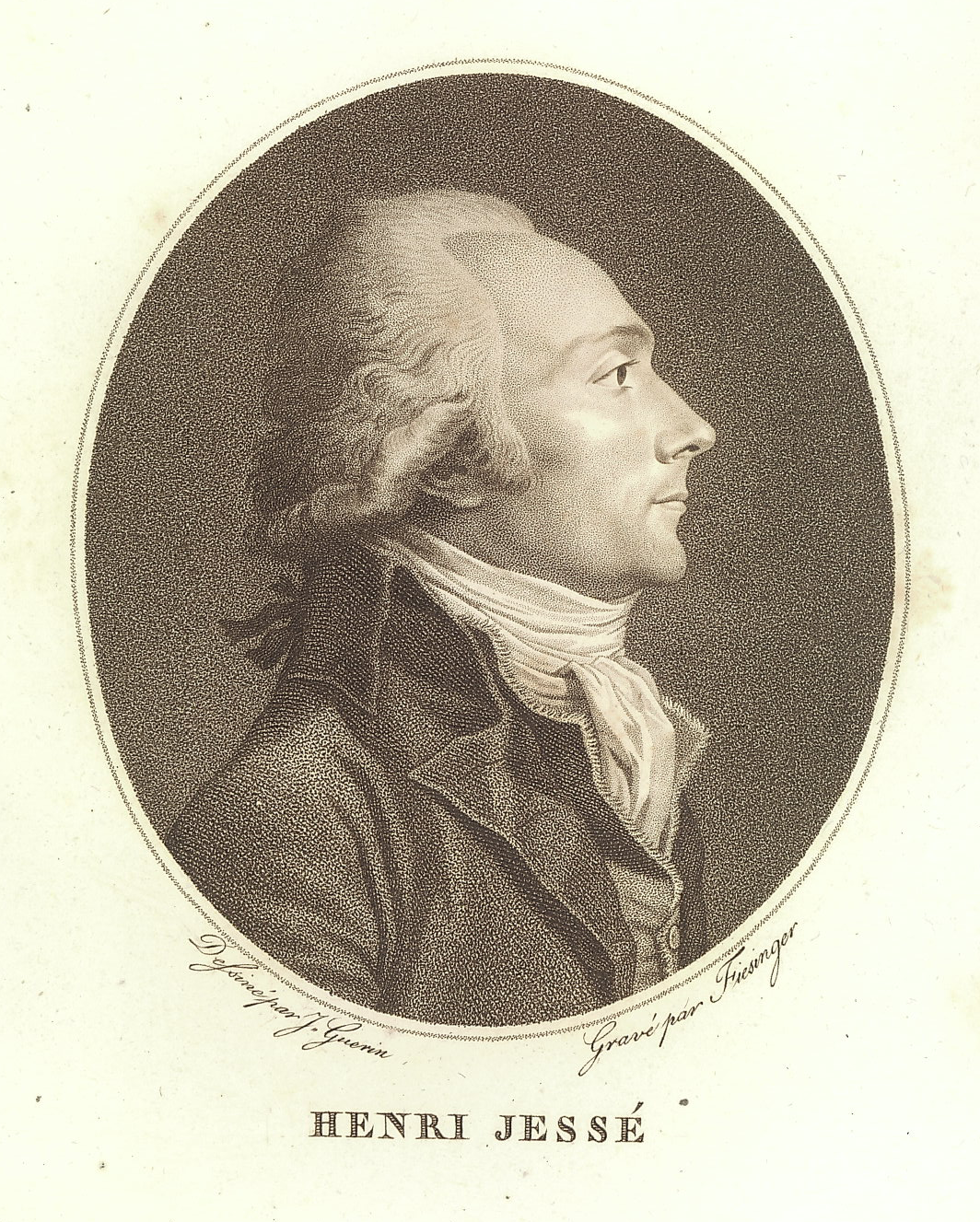
Joseph-Henri de Jessé-Levas
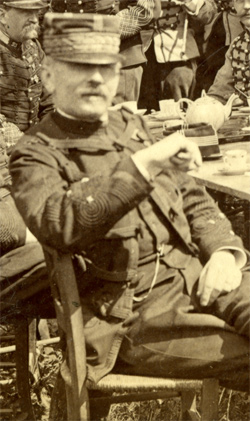
Alphonse de Jessé
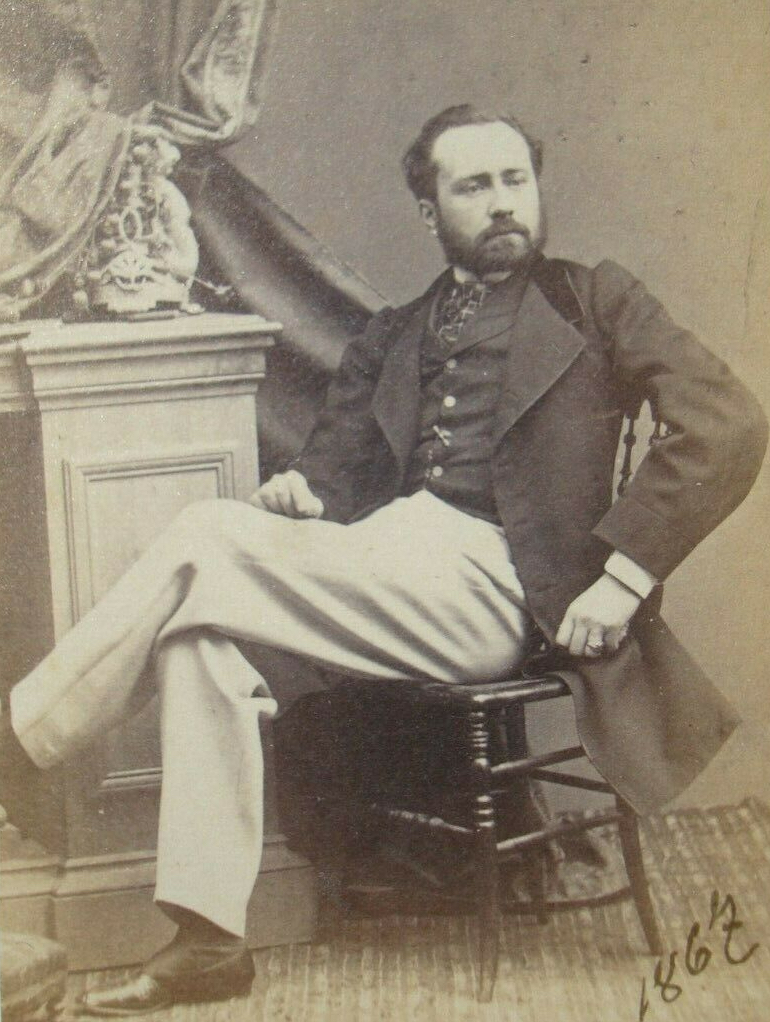
Antoine de Jessé-Charleval